# Bosdari

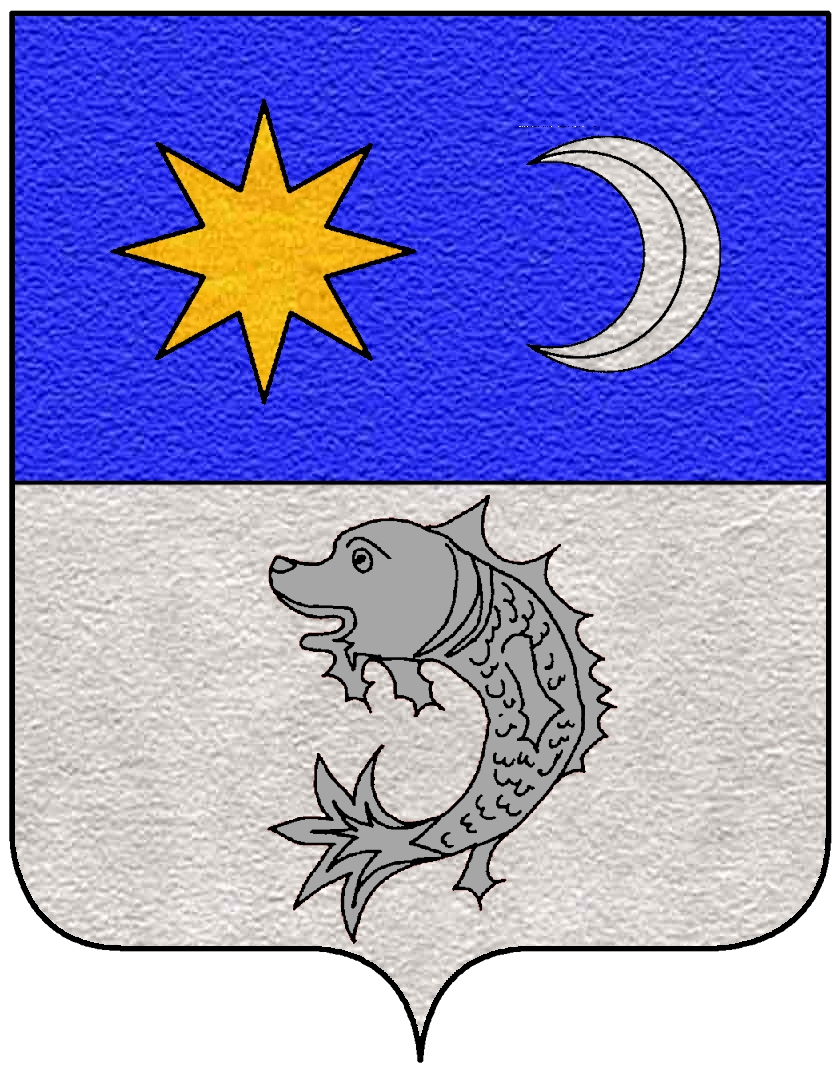
Lo stemma del ramo italiano dei Bosdari

La famiglia Bosdari (nelle fonti anche Bosidari o de Bosdari, in croato Božidarević) fu una famiglia nobile della Repubblica di Ragusa, con importanti ramificazioni in Italia.

## Storia

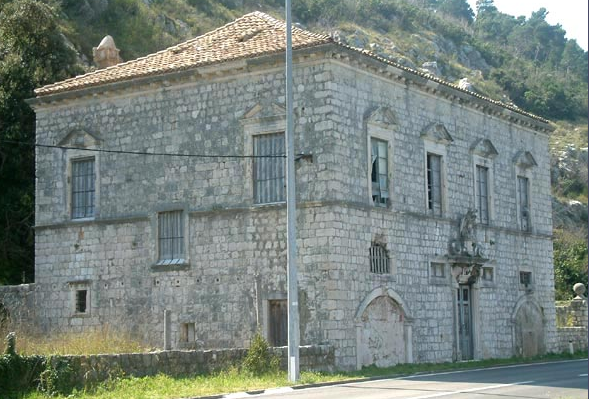
Palazzo Bosdari a Ragusa

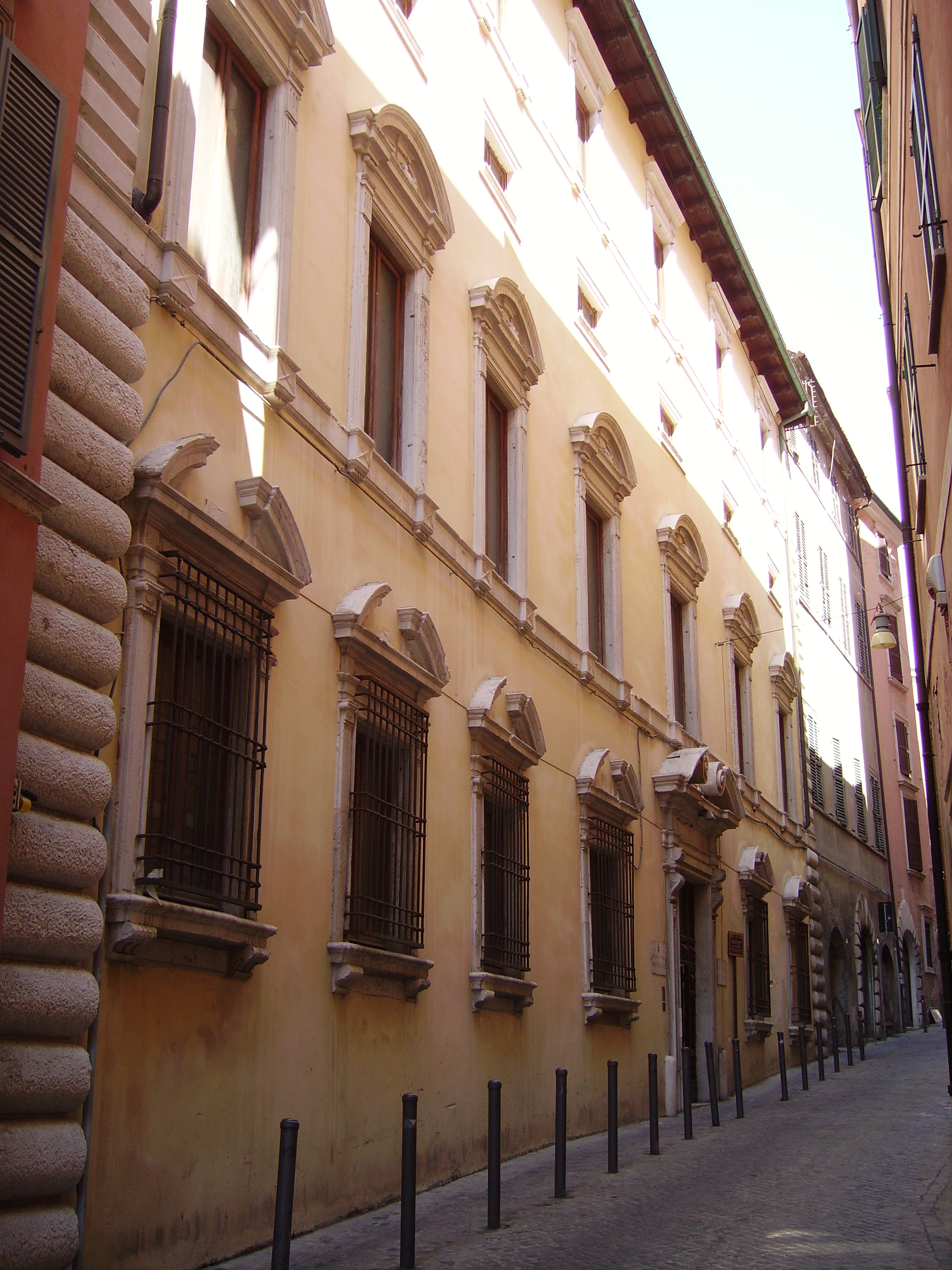
Palazzo Bosdari ad Ancona

In tempi relativamente recenti il famoso pittore rinascimentale le cui firme sui suoi dipinti erano Nicolaus Rhagusinus e Nicolo Raguseo (in italiano Nicolò Raguseo) è stato identificato come figlio del pittore di Slano Božidar Vlatković, di conseguenza gli è stato attribuito a posteriori il nome di Nikola Božidarević (letteralmente Nicola di Božidar).
Nulla ha a che fare però questo personaggio con la famiglia Bosdari, il cui nome in serbo-croato è tradotto proprio con Božidarević.
Quest'ultima era probabilmente di ascendenze albanesi o erzegovesi, ed un Michele Bosdari si trasferì stabilmente a Ragusa al principio del XVII secolo. Nel 1666 Biagio Bosdari - figlio di Michele - donò al tesoro di Ragusa 5.000 ducati, e quando in seguito al disastroso terremoto del 6 aprile 1667 fu riaperta la possibilità di accedere al Maggior Consiglio con conseguente inserimento del nome della casata fra i nobili, fu fra i primi ad assurgere alla carica (30 luglio 1667).
Il fratello di Biagio - Francesco - si spostò ad Ancona - città nella quale i Bosdari avevano investito cospicue somme - fondando il ramo italiano. I Bosdari di Ancona - una parte dei quali si spostò a Bologna, ove nel 1865 si trasferì anche il ramo anconitano - furono per secoli una delle famiglie più importanti: un Battista (o Giovanni Battista, Ancona il 7 genn. 1848, m. 3 dicembre 1900, Roma), il padre, Oscar, era cavaliere di Malta, la madre era la marchesa Piera Sperelli Mancinforte, Bosdari si era risposato con la contessa Ivanka Bonda da Ragusa, dalla quale ebbe due figli; Rometta e Giovanni. fu anche sindaco della città nel 1876 e poi deputato al parlamento, di tendenze repubblicane. Dal 1973 la pinacoteca di Ancona ha come sede proprio l'antico palazzo Bosdari, acquistato dalla famiglia fin dal 1550 e rimodernato nel XVIII secolo.
Girolamo - figlio di Francesco - il 15 luglio 1726 fu aggregato al ceto patrizio di Ancona, e suo figlio Francesco, quantunque stabilito definitivamente fuori di Ragusa, venne nel 1739 iscritto nel Libro d'oro della repubblica con diritto di rivestirvi anche la carica di rettore.
Un diploma imperiale del 4 luglio 1753 creò i Bosdari di Ancona nobili del Sacro Romano Impero e li autorizzò a preporre al proprio cognome la particella "de", autorizzazione rinnovata alla diramazione bolognese con Regio Decreto 16 aprile 1905.
Il ramo raguseo fu confermato nel suo status nobiliare dalla casa d'Austria il 20 settembre 1817.

## Personalità notabili (in ordine cronologico)
- Nicolò de Bosdari (? - 1699) - Gesuita, scrisse il Quaresimale: una raccolta di orazioni e poesie in lingua latina. I suoi scritti sono inediti e si conservano insieme a quelli di Pietro e Giorgio Bosdari. Morì ad Arezzo nel 1699.
- Pietro de Bosdari (1647 - 1684) - Addottoratosi in diritto, fu canonico nella Chiesa di S. Girolamo a Roma. Il cardinale Deluca lo scelse a suo bibliotecario, uditore e compagno di studio. Procacciò alla patria un grosso prestito di denaro dalla repubblica di Genova per pagare i tributi all'impero turco, e quindi il Senato di Ragusa - per ricambiare - stabilì di eleggerlo ad Arcivescovo, sia pure contrariamente alla consuetudine che imponeva di non nominare dei vescovi ragusei nell'omonima diocesi. Innocenzo XI nel 1684 lo nominò vescovo di Macerata, ma prima di prendere possesso della sede morì a soli 34 anni. Lasciò molti scritti inediti: orazioni e componimenti poetici latini, un gran numero di soluzioni legali e morali, un commentario sugli antichi monumenti e sul governo della città e repubblica di Genova, una raccolta di erudite, parte latine e parte italiane. La sua iscrizione si legge nella Chiesa di S. Girolamo a Roma.
- Michelangelo Bosdari (1654 - 1729) - Indossò le vesti di cappuccino a Camerino, e nel 1712 venne eletto Generale di tutto l'Ordine. Mori nel 1729 a Monte Santo nella Marca, dove si conserva il suo Quaresimale ed alcuni panegirici sulla Vergine. Di lui rimase anche un libro impresso prima a Milano e poi in Bologna nel 1705, dal titolo Breve metodo per far bene gli esercizi spirituali.
- Alessandro De Bosdari (1867-1929) - Del ramo italiano della famiglia, fu un diplomatico del Regno d'Italia, governatore del possedimento di Rodi e del Dodecaneso fra il 1921 e il 1922.